# Ducato di Persiceto
Il ducato di Persiceto fu uno dei ducati longobardi situati nella Langobardia Maior. Scarse le informazioni al suo riguardo: la prova della sua esistenza è data dagli scritti dei frati nonantolani, che fanno riferimento agli ingenti doni portati dai duchi persicetani.

## Storia
Le prime menzioni del distretto persicetano sono attestate per l'VIII secolo, ma è probabile che l'organizzazione del territorio sia precedente e risalga al periodo bizantino, al momento di stabilizzazione della frontiera tra l'Esarcato e il regno longobardo sul fiume Panaro.

### Periodo bizantino
È stato ipotizzato che attorno agli anni quaranta del VII secolo iniziò a prendere forma un territorio di frontiera sull'area settentrionale posta tra le attuali province di Bologna e Modena, ovvero i comuni di San Giovanni in Persiceto, Sant'Agata Bolognese, Crevalcore, Nonantola e la parte meridionale del Centese.
Questo territorio, citato nelle fonti come castrum, probabilmente fu legato ad un'azione di fondazione da parte delle autorità bizantine, che intendevano così rafforzare la frontiera occidentale dell'Esarcato. Non è chiaro se fosse presente un centro demico che fungesse da capoluogo, anche perché nella documentazione successiva il termine di castrum viene sostituito da altri quali pago o fines.
Legata al distretto castrale di Persiceta si ritrova una famiglia nobile insignita del titolo ducale; le origini di questi "duchi di Persiceta", dopo un ampio dibattito storiografico che li identificavano alternativamente come longobardi o ravennati, sembrano con ogni probabilità di provenienza esarcale.

### Periodo longobardo
Con l'espansione guidata da Liutprando in Emilia nel 727 il territorio passò sotto i longobardi. Probabilmente non fu una vera e propria conquista militare, ma al contrario le élite locali si consegnarono spontaneamente ai nuovi dominatori, in cambio del riconoscimento del ruolo sociopolitico del ceto dirigente persicetano. I longobardi infatti non riorganizzarono politicamente i nuovi territori conquistati, mentre nello stesso periodo nelle fonti iniziava ad essere citata la famiglia dei duchi di Persiceta.
Se i longobardi una volta conquistate queste terre cercarono compromessi con le élites locali, allo stesso tempo utilizzarono la fondazione dell'Abbazia di Nonantola come strumento per consolidare il controllo su questa zona recentemente annessa. Gli stessi duchi infatti furono coinvolti nel processo di donazioni verso il nuovo istituto religioso, divenuto il principale punto di riferimento politico per il territorio; questa tendenza si interruppe solamente sotto il regno di Desiderio. In seguito alla conquista del regno da parte di Carlo Magno e il ritorno dell'abate Anselmo, la strategia dei duchi riprese a favorire Nonantola, ma con scarsi risultati: la famiglia infatti non riotterrà la propria posizione politica.

#### Duchi di Persiceta
Il primo duca fu Orso I, il quale ricevette in dono molti beni da re Astolfo, tra cui cinquanta iugeri a Casale e Castiglione (al tempo chiamato Verdeta, per la presenza di un giardino reale, oggi nel comune di Spilamberto), che girò all'abbazia di Nonantola. A lui successe il figlio Giovanni avuto con Arisalda, in carica tra il 772 e il 776, il quale mantenne rapporti molto stretti con l'abbazia nonantolana tant'è che il figlio, il duca Orso II, fu affidato ancora bambino al monastero di Nonantola e divenne monaco. Orso II nel 789 donò alla badia tutti i suoi beni, cedendo il governo del distretto persicetano ai monaci nonantolani. Il ducato finì definitivamente con l'avvento dei Franchi.

### Periodo carolingio e postcarolingio
Con l'integrazione nel Regno italico dopo il 774, il territorio di Persiceta passò sotto la giurisdizione del comitato di Cittanova (Modena), nonostante l'abbazia di Nonantola divenne, nel giro di poco tempo, l'istituzione più presente nel distretto, soprattutto in quanto a proprietà terriere.
Nell'898, in occasione del Placito di Cinquanta, troviamo due rappresentanti (notariis et scavinis) dal pago Persiceta. In questo placito figurano altri personaggi, provenienti da diverse parti dell'Emilia orientale, che riconoscono quale proprio funzionario superiore il conte Guido: di fatto, venne costituita così la nuova circoscrizione del comitato di Modena.